# シマノレーシング
シマノレーシング (SHIMANO Racing) は、日本のアウトドアスポーツ用品メーカーであるシマノが運営する、1973年発足の自転車ロードレースチームである。日本を代表する自転車チームのひとつ。本拠地は大阪府堺市堺区。
2005年にはオランダのプロチーム「メモリーコープ」とのコラボレーションにより、国際自転車競技連合 (UCI) 公認のプロフェッショナルコンチネンタルチーム「シマノ・メモリーコープ」を創設。翌2006年は米国の電動工具メーカー「スキル」（Skil, ロバート・ボッシュ傘下の電動工具ブランド）のスポンサードの下、「スキルシマノ」(SKIL-SHIMANO) として活動した。また、日本の実業団での登録チーム名も2008年は「スキルシマノ／レーシング」に変更した。
2009年は活動方針の変更から再び日本国内チームを分離させ、従来のシマノレーシングの名称とした（コンチネンタルチームとして活動）。海外チームは「チーム・ジャイアント＝シマノ（現：チーム・サンウェブ）」となっている。

## 選手

### 2014年所属選手

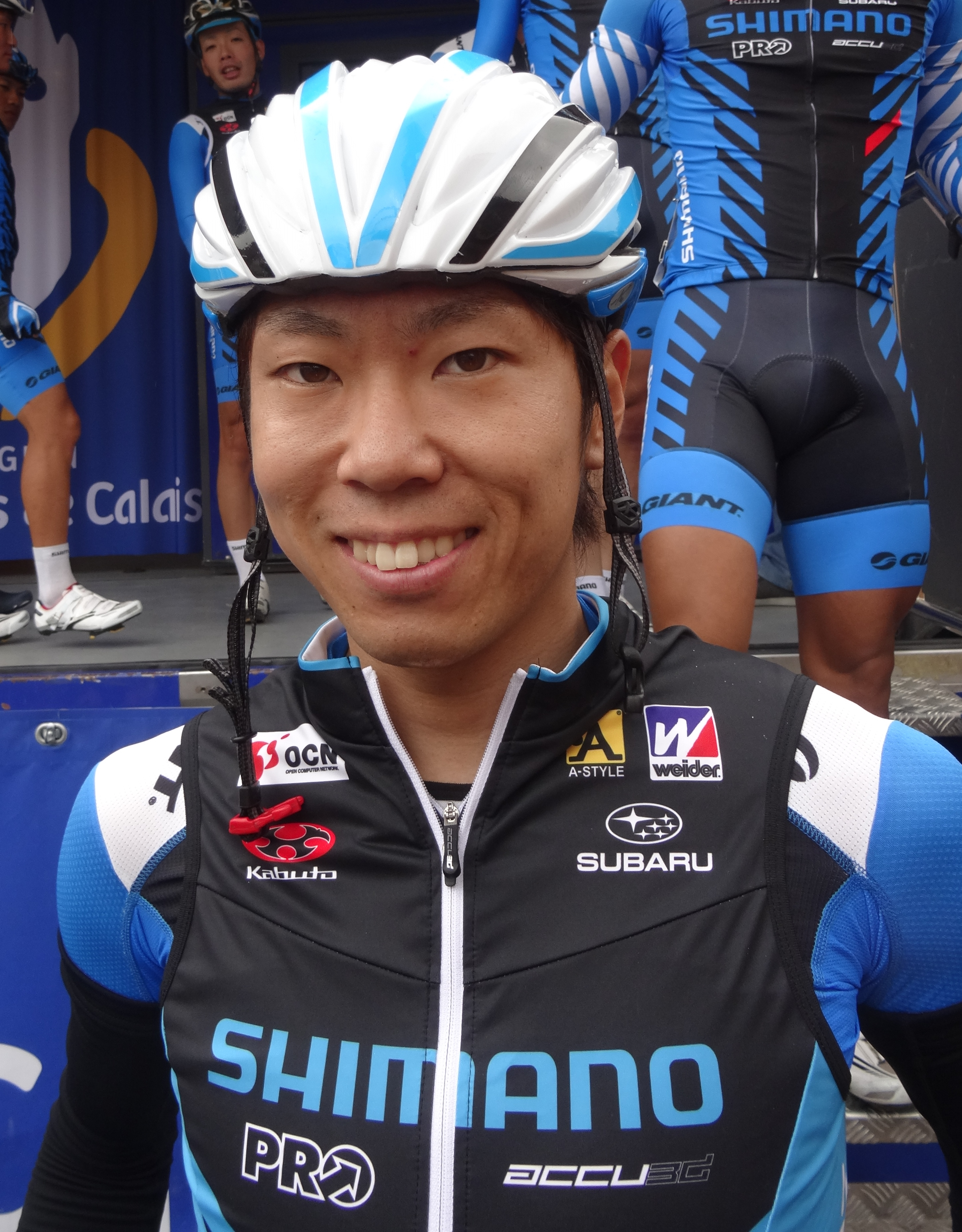
畑中勇介
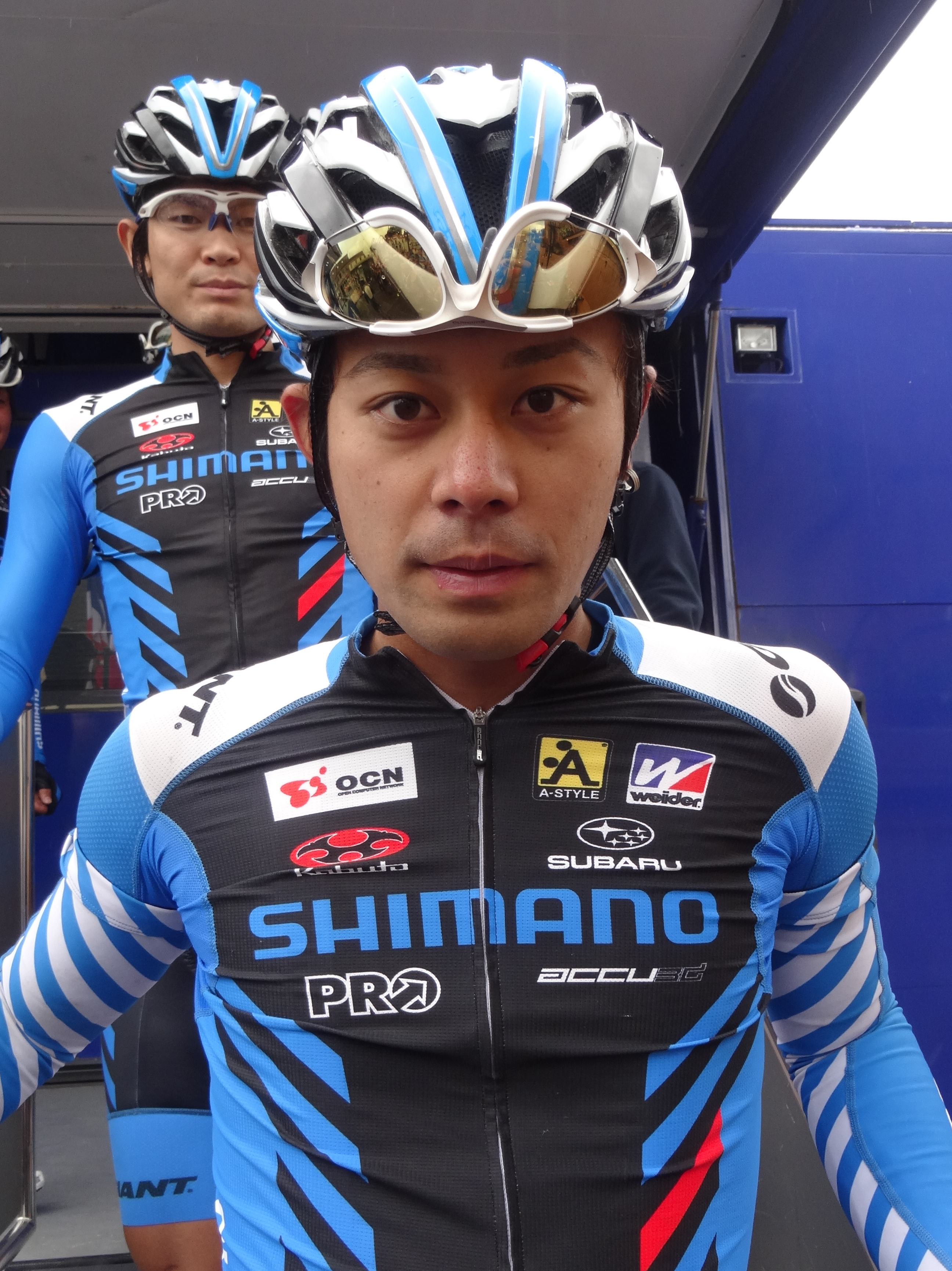
吉田隼人
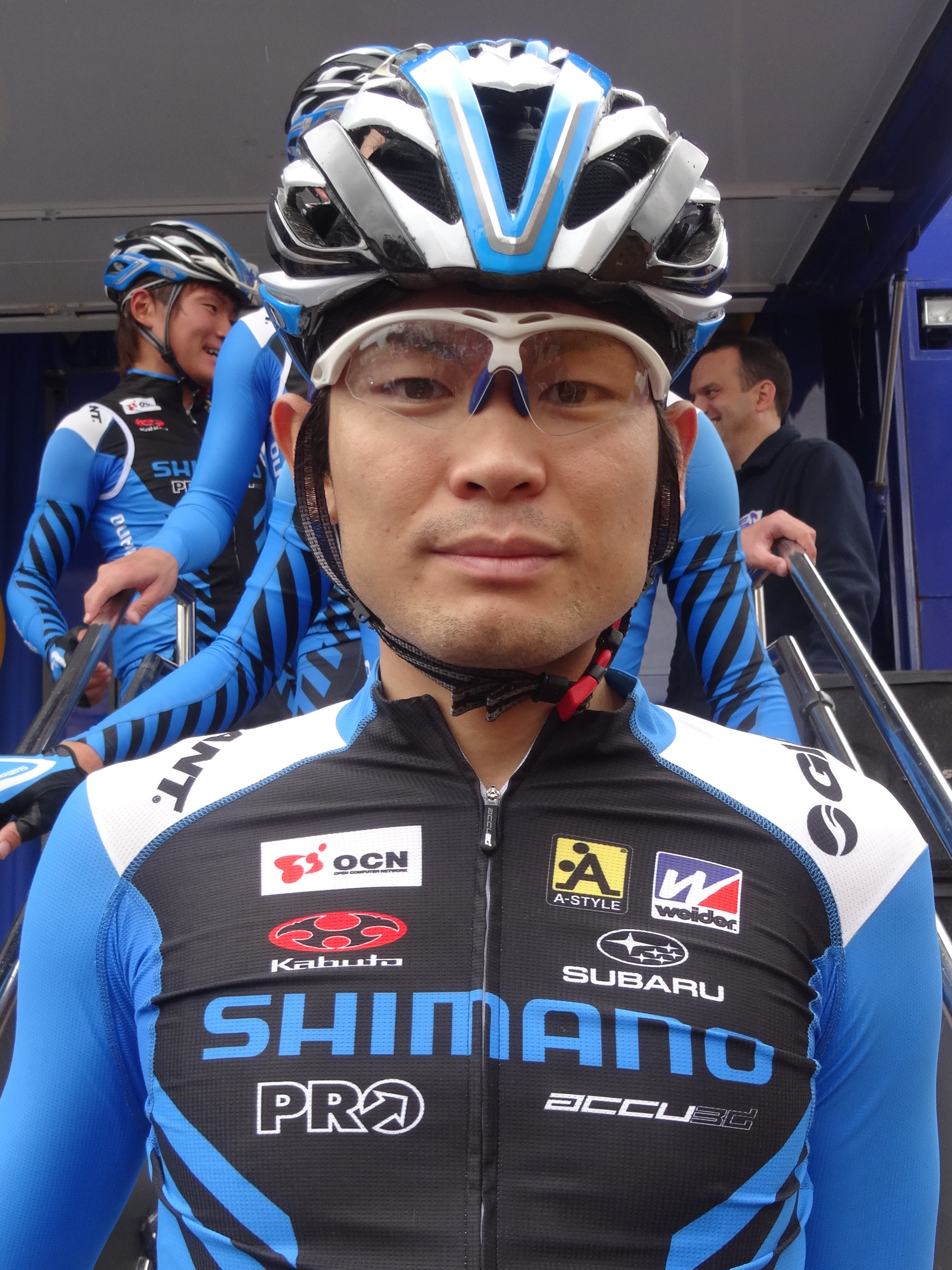
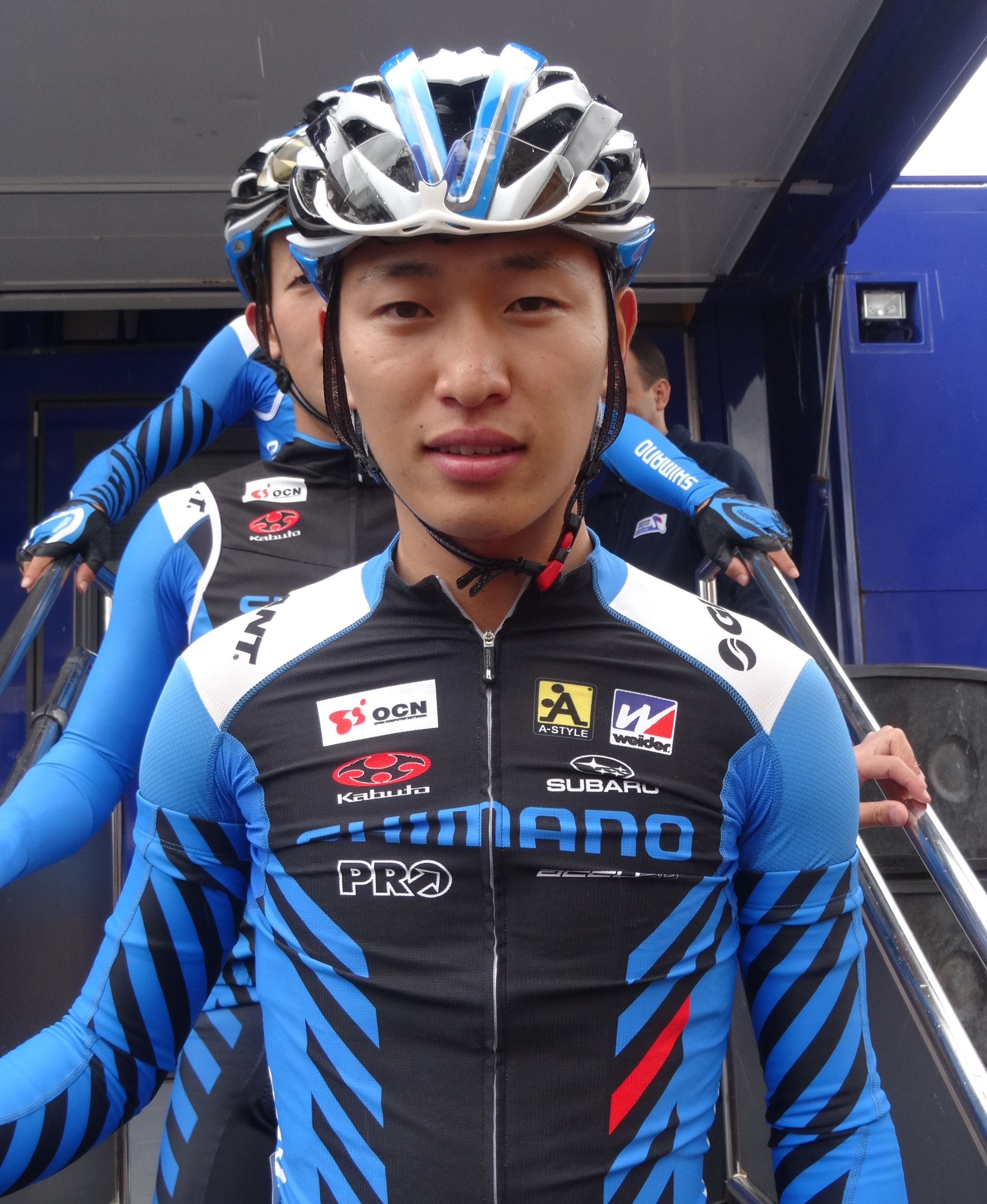
木村圭佑
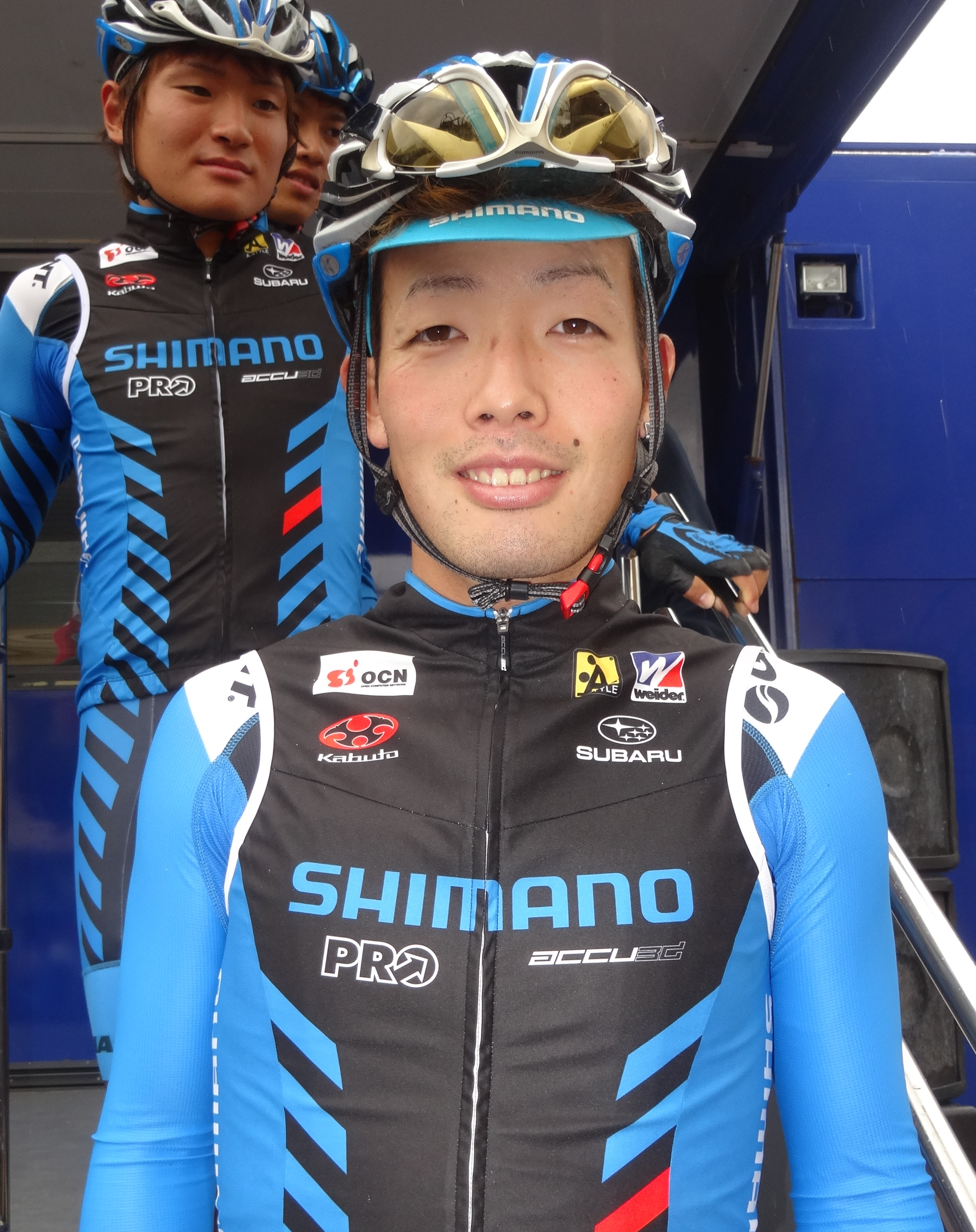
入部正太朗
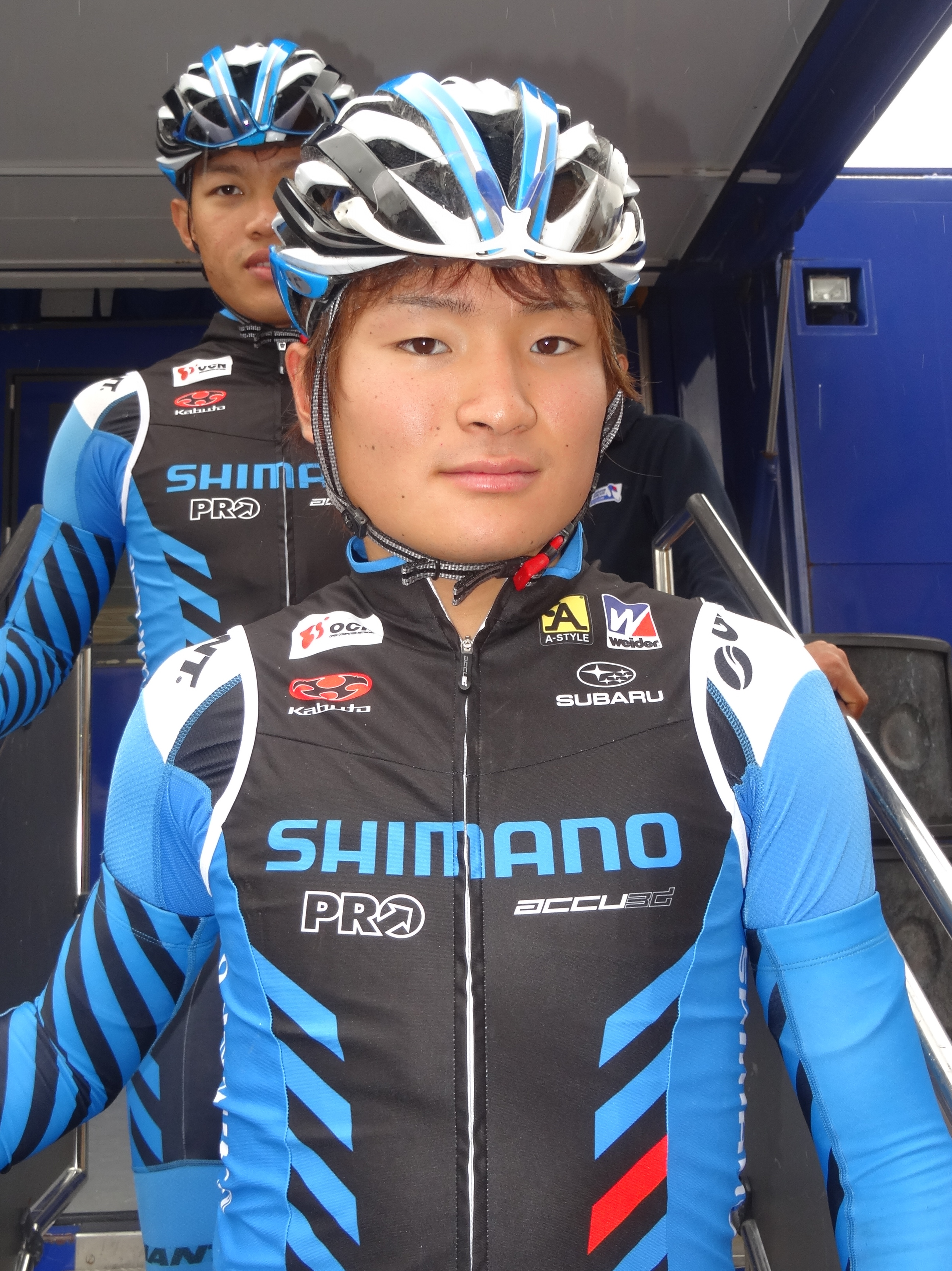
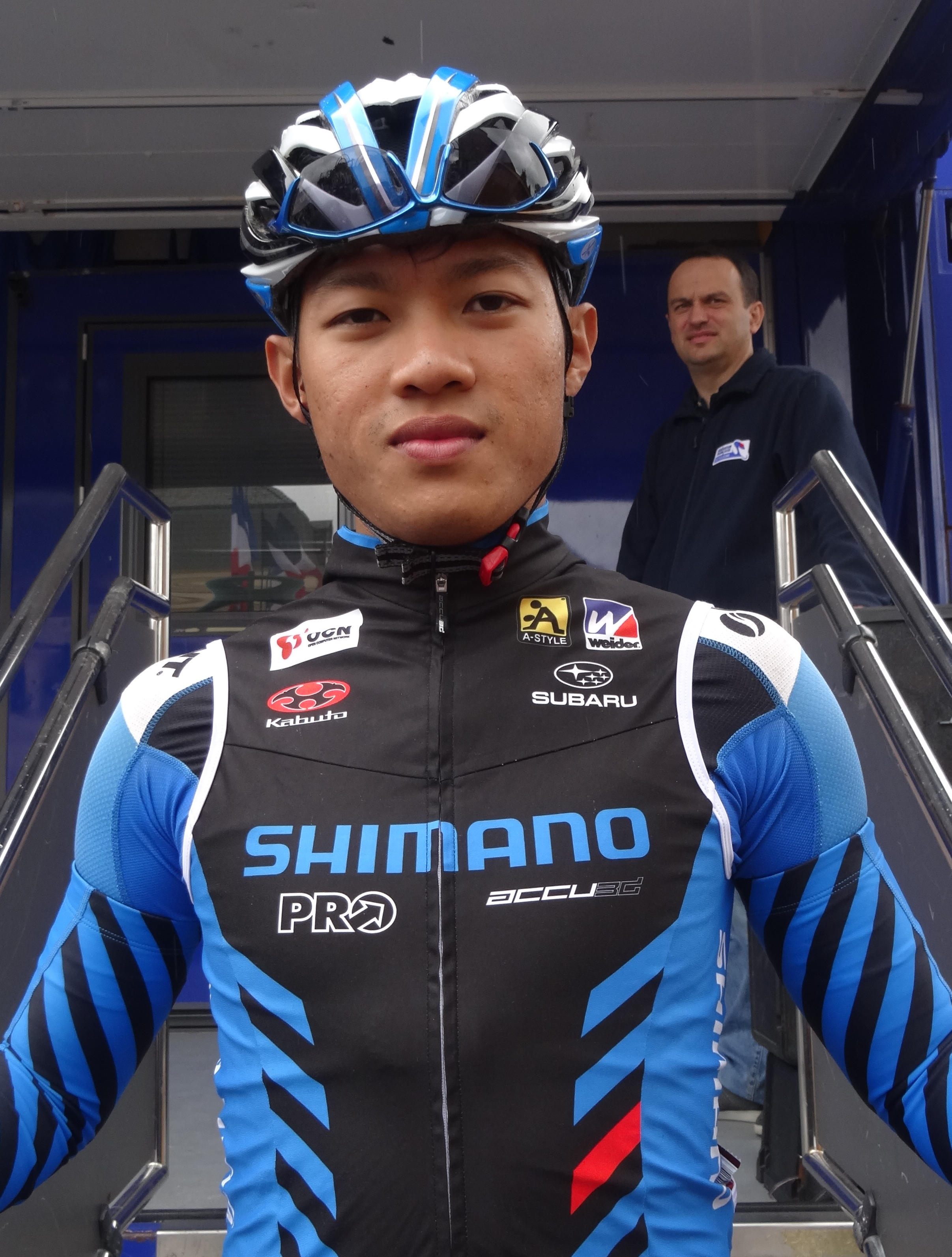
Darren Low

### 2013年所属選手
| 選手名     | 所属年 | 国籍 | 所属中の主な戦績                              | 前所属先                     | その他   |
| ---------- | ------ | ---- | --------------------------------------------- | ---------------------------- | -------- |
| 畑中勇介   | 2008-  | 日本 | 2008年ジャラジャウ・マレーシア第7ステージ勝利 | チームブリヂストンアンカー   |          |
| 鈴木譲     | 2009-  | 日本 |                                               | 愛三工業レーシングチーム     |          |
| 青柳憲輝   | 2011-  | 日本 |                                               | オーベスト                   | 海外派遣 |
| 入部正太朗 | 2012-  | 日本 |                                               | 早稲田大学                   |          |
| 野中竜馬   | 2012-  | 日本 |                                               | 鹿屋体育大学                 |          |
| 吉田隼人   | 2013-  | 日本 |                                               | チームブリヂストン・アンカー |          |
| 安井雅彦   | 2013-  | 日本 |                                               | 東京大学                     |          |
| 西村大輝   | 2013-  | 日本 |                                               | 昭和第一学園高等学校         |          |

### 過去に所属した主な選手
- 辻昌憲
- 長義和
- 坂東晃 - 1975年～1984年
- 岡堀勉
- 中武克雄
- 桑沢秋雄
- 岡田晴光
- 野口正義
- 大門宏 - 1984年?1986年
- 江原政光
- 阿部良之
- 狩野智也
- 阿部嵩之 - 2009年～2012年

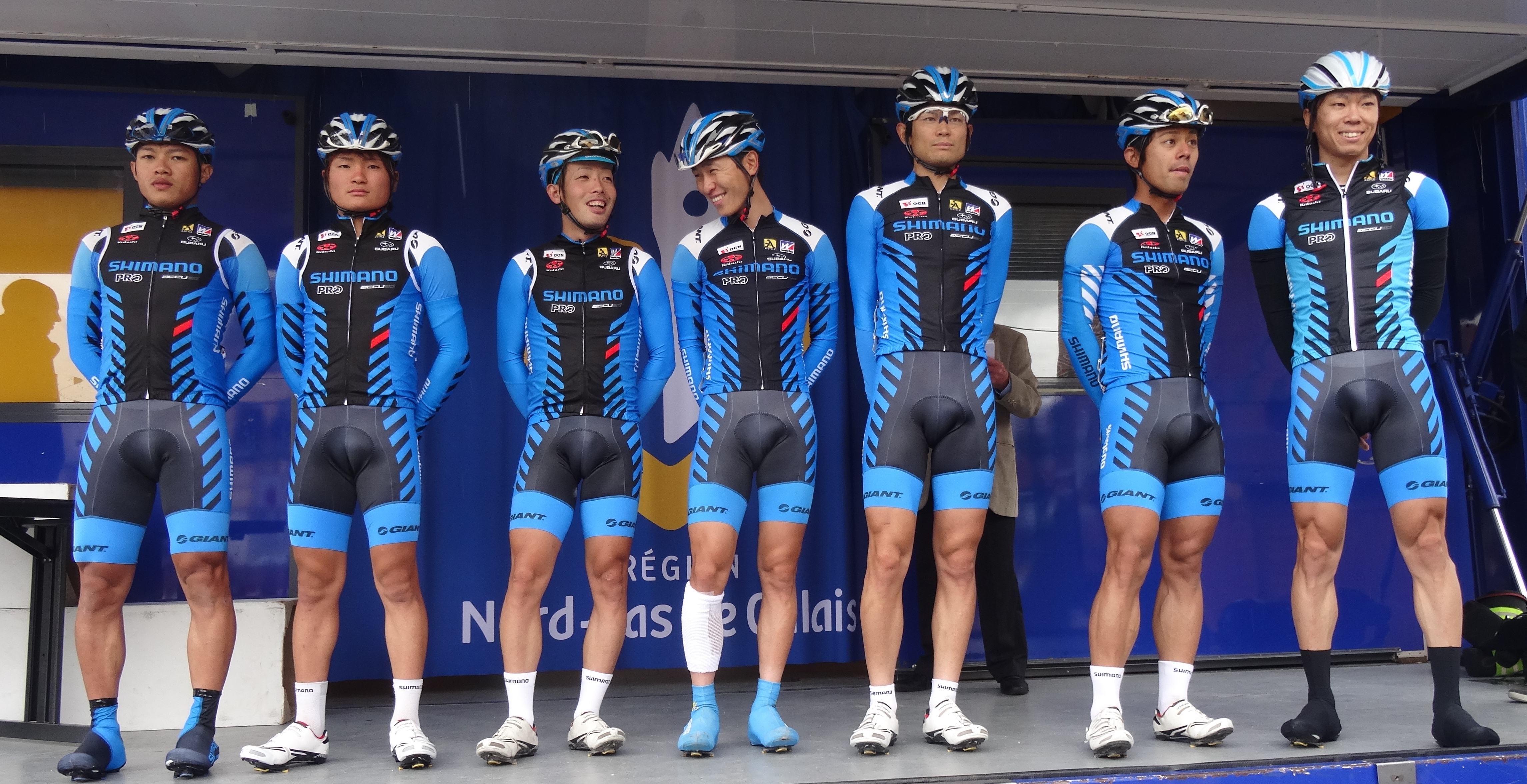

- 野寺秀徳 - 1998年～2000年、2003年～2010年
- 鈴木真理 - 1999年～2004年、2008年～2011年
- 飯野嘉則
- 村上純平
- 島田真琴
- 深尾和孝 - 2009年～2012年
- 平塚吉光 - 2010年～2012年